# Лизогуб Варвара Іполитівна
Варва́ра Іполи́тівна Лизогу́б, до шлюбу Петровська (рос. Варвара Ипполитовна Лизогуб) — російська письменниця XIX століття.

## Біографія
Була дружиною полковника Василя Івановича Лизогуба.
Авторка повісті у віршах «Зюлейка» (Москва, 1845). У праці «Байрон і Пушкін. З історії романтичної поеми» (Ленінград, 1924) літературознавець Віктор Жирмунський не обминув увагою і твір Лизогуб. Пишучи про поеми на східні теми, він зазначив:
| Цікаво, що ніхто з наслідувачів не зважується слідувати за Пушкіним у тих великих описах гаремного життя, які особливо істотні для композиції «Бахчисарайського фонтану». Виняток представляє «Зюлейка» Варвари Лизогуб, де вступна сцена зображає ханських дружин, які намагаються розвеселити «похмурого» і «грізного» володаря. Оригінальний текст (рос.) Интересно, что никто из подражателей не решается следовать за Пушкиным в тех больших описаниях гаремной жизни, которые особенно существенны для композиции «Бахчисарайского фонтана». Исключение представляет «Зюлейка» Варвары Лизогуб, где вводная сцена изображает ханских жен, которые стараются развеселить «угрюмого» и «грозного» властителя. |
Аналізуючи форму романтичних поем, дослідник підкреслив:
| Зберігається звичний зв'язок між традиційною темою та звичним композиційним опрацюванням цієї теми. Одиноко в цій групі стоїть «Зюлейка» Варвари Лизогуб, яка вживає суцільні чоловічі закінчення у другій частині поеми. З причини пізньої появи цієї поеми (1845) досить імовірним є вторинний вплив — Лермонтова. Оригінальний текст (рос.) Сохраняется обычная связь между традиционной темой и привычной композиционной обработкой этой темы. Одиноко в этой группе стоит «Зюлейка» Варвары Лизогуб, употребляющая сплошные мужские окончания во второй части поэмы. В виду позднего появления этой поэмы (1845) весьма вероятно вторичное влияние — Лермонтова. |
1847 року портрет Варвари Лизогуб написав художник Василь Тропінін. Мистецтвознавиця Олена Петінова писала:
| У «Портреті письменниці В. І. Лизогуб» (1847) багатий костюм і велика кількість дорогоцінних прикрас вже не витримують проби на чистоту національного стилю. Це розкішна стилізація, що відповідає примхам аристократки, аж ніяк не стурбованої відповідністю костюму її духовному світу. Тут відбилося захоплення вищого суспільства стилем «la rus» (псевдоросійським), який отримав офіційну підтримку. Зміст портрета Лизогуб відповідає найпоширенішій тенденції в жіночих портретах Тропініна 1840-х років — милування розквітлою красою, що себе демонструє. Оригінальний текст (рос.) В «Портрете писательницы В. И. Лизогуб» (1847) богатый костюм и обилие драгоценных украшений уже не выдерживают пробу на чистоту национального стиля. Это роскошная стилизация, отвечающая прихоти аристократки, отнюдь не обеспокоенной соответствием костюма ее духовному миру. Здесь отразилось увлечение высшего общества стилем «la rus» (псевдорусским), получившим официальную поддержку. Содержание портрета Лизогуб соответствует наиболее распространенной тенденции в женских портретах Тропинина 1840-х годов — любованию расцветшей, демонстрирующей себя красотой. |